# Dél-Oszétia
Dél-Oszétia (oszét nyelven Хуссар Ирыстон, oroszul Южная Осетия, grúzul სამხრეთ ოსეთი) de facto állam a Kaukázusban, amely 1991-ben elszakadt Grúziától.
A köztársaság függetlenedési törekvései véres konfliktust robbantottak ki Grúzia és Oroszország között 2008 augusztusában. Ennek során Dél-Oszétia felkérte a világ országait, hogy ismerjék el  függetlenségét és ennek Oroszország augusztus 26-án eleget is tett.
Dél-Oszétia nagymértékben támaszkodik Oroszország katonai, politikai és pénzügyi segítségére. 2008 óta a dél-oszét kormány kifejezte az Orosz Föderációhoz való csatlakozási szándékát, főként azért, hogy egyesülhessen Észak-Oszétiával, amely Oroszország része. 2016-ban egy választási kampány során népszavazást javasoltak egy ilyen lépésről, de aztán határozatlan időre felfüggesztették. 2022 márciusában Anatolij Bibilov elnök bejelentette azon szándékát, hogy a közeljövőben eljárást indít az Oroszországhoz való csatlakozásért.

## Földrajz

Dél-Oszétia domborzati térképe

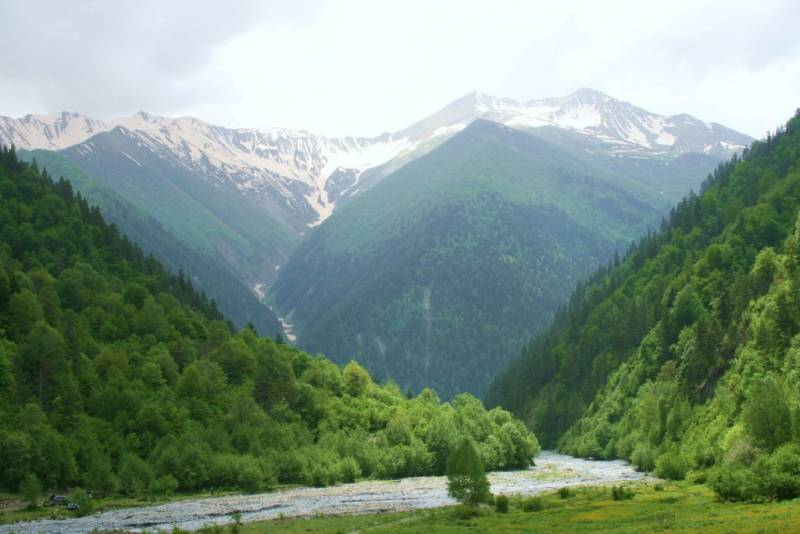
Dél-oszétiai táj

Dél-Oszétia a Kaukázus déli oldalán fekszik. Hegyek választják el a népesebb Észak-Oszétiától, amely Oroszország része. 
Területe mintegy 3900 km² (Zala vármegyénél egy kicsit nagyobb) és dél felé csaknem a Mtkvari folyóig terjed Grúziában. 
Területének több mint 89%-a 1000 méter tszf. magasság felett fekszik. Legmagasabb pontja a Khalatsa (oszét: Халасхох) 3938 m tszf. magasságával.

## Történelem

### Középkor és korai újkor
Az oszétok leszármazottai egy szarmata törzsnek, az alánoknak. (Az alánoktól származnak a magyarországi jászok is). A korai középkorban lettek keresztények bizánci és grúz befolyásra. Akkoriban a mai Oroszországban, a Dontól délre éltek. Innen a mongolok szorították ki őket. Akkor vándoroltak a Kaukázus hegyei közé. Itt három különálló területen telepedtek le. Legnyugatabbra Digor feküdt, ami a szomszédos kabardok befolyása alá került, így felvették az iszlám vallást. Kudar délen a mai Dél-Oszétia. Ez a történeti Samachablo grúz fejedelemség része. Itt leltek az oszétok menedékre a mongol hódítók elől. Északra Iron fekszik, ez a mai Észak-Oszétia. Ez 1767 óta áll orosz uralom alatt. Az oszétok nagy többsége ortodox keresztény, de él köztük számottevő muszlim kisebbség.

### Dél-Oszétia Oroszország és Szovjetunió részeként

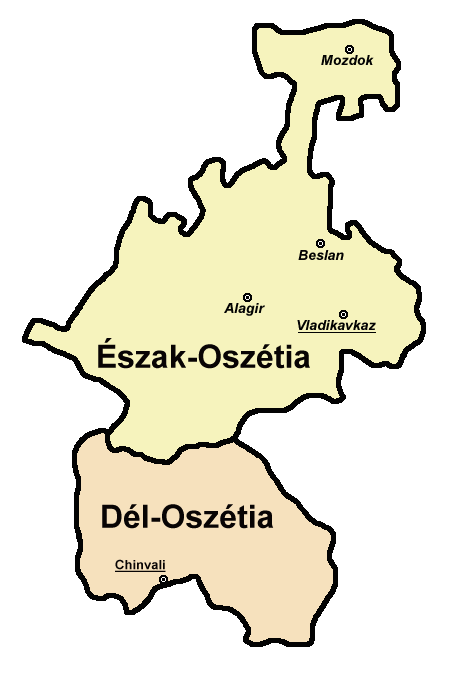
Észak- és Dél-Oszétia

A mai Dél-Oszétiát 1801-ben foglalta el Oroszország a tulajdonképpeni Grúziával együtt. Beolvasztották az Orosz Birodalomba. Az orosz forradalom után Dél-Oszétia része lett a mensevik irányítású Grúz Demokratikus Köztársaságnak. Közben Észak-Oszétia a Terek Szovjet Köztársaságnak lett része. Közigazgatását többször átszervezték, de máig Oroszország része. Délen a grúz mensevik kormányzat azzal vádolta az oszétokat, hogy együttműködnek a bolsevikokkal. Sorozatos oszét lázadások voltak 1918 és 1920 között azzal a céllal, hogy független területet alakítsanak. Az erőszak csúcspontját akkor érte el, amikor 1920-ban a grúz mensevikek a Nemzeti Gárdát és a hadsereg alakulatait küldték Chinvaliba a lázadás leverésére. Oszét források szerint ekkor 5000 oszétot gyilkoltak meg. A rákövetkező éhínségben és járványban további 13 000 oszét halt meg.
1921-ben a Vörös Hadsereg elfoglalta Grúziát. 1922 áprilisában szervezték meg a Dél-Oszét Autonóm Területet. Bár az oszétoknak különálló nyelvük van, a közigazgatás nyelve az orosz és a grúz lett. Szovjet Grúziában mégis kialakult bizonyos fokú autonómia, egyre elterjedtebben használták az oszét nyelvet, amit tanítottak is az iskolákban. Az 1918-1920-as eseményektől eltekintve Dél-Oszétia népei békében éltek egymással. A grúzok és oszétok között gyakori volt az érintkezés, sok volt a vegyesházasság.

### Grúz–oszét konfliktus

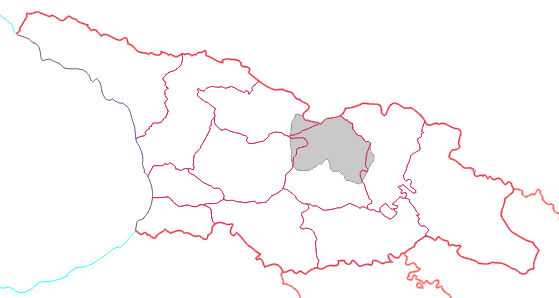
Dél-Oszétia fekvése Grúzián belül

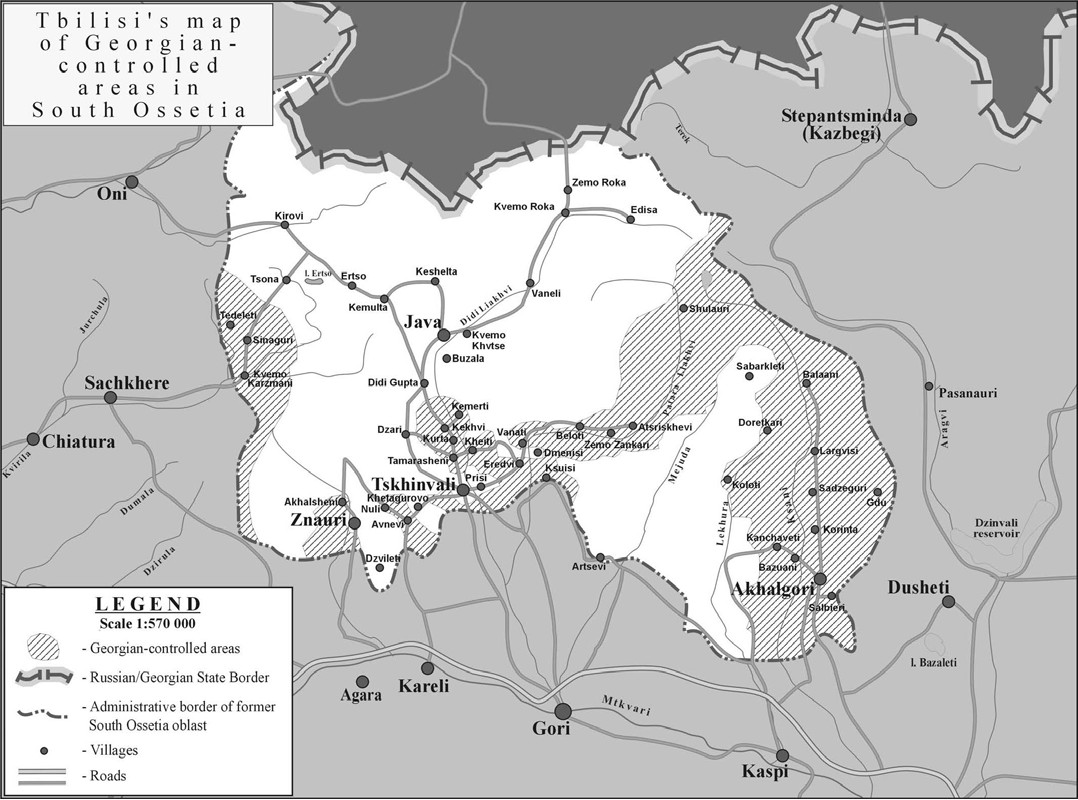
Dél-Oszétia 2008-as háború előtti térképe

#### 1989–2008
A térségben a feszültség gyorsan nőtt, ahogy egyszerre erősödött a grúz és az oszét nacionalizmus. 1988-ban alapították a befolyásos Dél-Oszét Népi Frontot (Ademon Nykhas). 1989. november 10-én Dél-Oszétia területi tanácsa kérte a Grúz Legfelsőbb Tanácsot, hogy Dél-Oszétiát szervezzék át autonóm köztársasággá. Ugyanabban az évben a Grúz Legfelsőbb Tanács  a grúz nyelvet tette fő nyelvvé az állam egész területén.
1990. nyarán a Grúz Legfelsőbb Tanács törvényt fogadott el, ami betiltotta a regionális pártokat. Ez az oszétok értelmezésében az Ademon Nykhas ellen irányult. Válaszul 1990. szeptember 20-án kikiáltották a Dél-Oszét Demokratikus Köztársaságot a Szovjetunión belül. A rákövetkező grúz parlamenti választásokat az oszétok bojkottálták, decemberben saját választásokat tartottak. A Zviad Gamszahurdia vezette grúz kormány ezt törvénytelennek nyilvánította, 1990. december 11-én pedig megszüntette Dél-Oszétia autonómiáját. Moszkva erre rendkívüli állapotot hirdetett ki Dél-Oszétiában és szövetségi belügyi erőket vezényelt Chinvaliba. A következő év január 1-jén azonban az orosz politika teljes fordulatot vett, és hirtelen kivonta erőit Dél-Oszétiából.
Hatezer grúz fegyveres támadt Dél-Oszétiára. Chinvalit másfél évig lőtték. Sok dél-oszét falut megtámadtak és felgyújtottak. Dél-Oszétia fővárosában ugyanez történt a grúzok házaival és iskoláival. Kb. 1000 ember meghalt és nagyjából 100 000 oszét menekült el a területről és a tulajdonképpen Grúziából, többnyire a határon át, Észak-Oszétiába. Sok dél-oszét telepedett le Észak-Oszétia lakatlan vidékein, ahonnan Sztálin parancsára 1944-ben kitelepítették az ingusokat. Ez konfliktusokhoz vezetett oszétok és ingusok között, akik ragaszkodtak ahhoz a jogukhoz, hogy visszatérjenek a korábbi ingus területre.
Dél-Oszétia nyugati területeit 1991-ben földrengés sújtotta. 200-an meghaltak, 300 család fedél nélkül maradt.
1992-ben Grúzia elfogadta a tűzszünetet, hogy megelőzze a nagyszabású összecsapás kialakulását Oroszországgal. Grúzia kormánya egyezményt kötött Dél-Oszétia szeparatista kormányával, hogy tartózkodnak az erőszak alkalmazásától, és Grúzia nem alkalmaz szankciókat Dél-Oszétiával szemben.  Békefenntartó erőt szerveztek oszét, grúz és orosz részvétellel. Ezután nagyjából béke volt Dél-Oszétiában, de folytatódott a túszszedés, alkalmi lövöldözés, ismétlődő tüzérségi tűz. Közben Grúzia csendben helyreállította uralmát Dél-Oszétia jelentékeny része felett, beleértve Akhaori várost. 2004 júniusában, hogy megerősítsék a hatalmat Tbiliszi uralma alatt álló térségben, Dél-Oszétia számára megszervezték a grúz közigazgatást, amelynek székhelye Tbiliszi lett. Közben Moszkvában és Chinvaliban aggódtak a grúz hadsereg megerősítése miatt.
A dél-oszét állam szoros kapcsolatokat tart fenn Oroszországgal, vezetői többször is kinyilvánították szándékukat az Oroszországhoz való csatlakozásra és az Észak-Oszétiával való egyesülésre, de Moszkva ehhez nem járult hozzá. A grúz kormányzat tiltakozott a erősödő orosz gazdasági és politikai jelenlét miatt és amiatt, hogy Dél-Oszétia katonai ügyeire nincs befolyása. Véleményük szerint a békefenntartó erő nem volt semleges, követelték leváltásukat. Aggasztotta őket az is, hogy Dél-Oszétia lakói közül sokan kaptak orosz állampolgárságot. 2006 novemberében a dél-oszétok túlnyomó többsége (99 százalék!) a függetlenségre szavazott egy népszavazáson.

#### A 2008-as háború

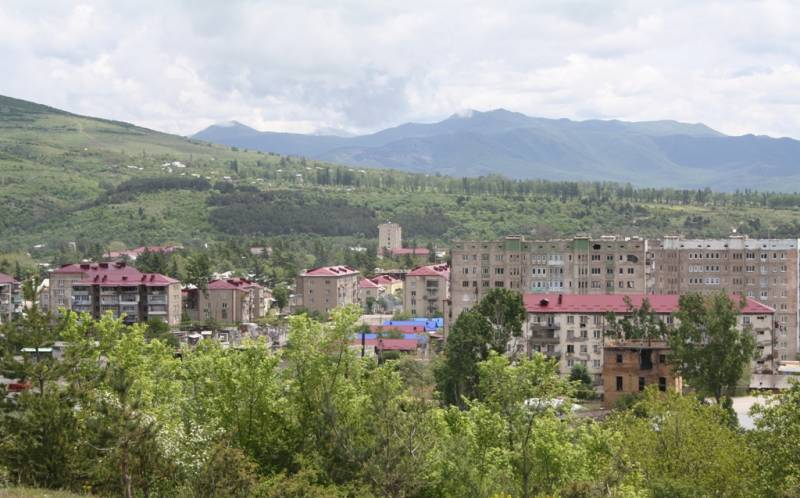
Chinvali

A háború nyitánya a 2008. augusztus 6-án kitört összecsapás. Mindkét fél a másikat vádolta azzal, hogy tüzet nyitott. A grúz belügyminisztérium szerint a grúz erők viszonozták azt a tüzet, ami dél-oszét ellenőrzés alatt álló területekről érte a grúz ellenőrzés alatt álló falvakat. Azzal vádolták a dél-oszét felet, hogy a feszültség fokozásával háborúra törekszik. Dél-Oszétia szerint kiprovokálták a konfliktust.
2008. augusztus 4-én az orosz hadsereg 5 zászlóaljat, nagyjából 5500 embert telepített a Roki-alagút környékére, hogy biztosítsák Dél- és Észak-Oszétia összeköttetését.
Augusztus 7-én a grúz és oszét erők fegyverszünetben állapodtak meg. 2008. augusztus 8-án a hajnali órákban nagyarányú támadást indítottak a grúz csapatok harckocsik és repülőgépek támogatásával a dél-oszét kormány hatalma alatt álló terület ellen. Ismételten tüzérséggel lőtték a fővárost, Chinvalit. Aznap 12 orosz békefenntartó halt meg és majdnem 150 megsebesült.
Vlagyimir Putyin orosz miniszterelnök kijelentette, hogy az orosz kormányt aggasztja Grúzia azon agresszív cselekedete. Ilyen körülmények között legitimnek és szükségszerűnek látja az orosz megtorlást. Augusztus 8-án egész nap súlyos harcok folytak Chinvaliban, a grúz erők lassan szorították ki a városból az oszétokat. Másnap Oroszország csapatokat küldött Dél-Oszétiába, állampolgárai védelmére hivatkozva. Feladatul azt szabták nekik, hogy kiűzzék onnan a grúz csapatokat. Ráadásul Oroszország katonai célponttá nyilvánította Grúzia katonai infrastruktúráját, hogy csökkentse a grúzok képességét a jövőbeni behatolásra. Augusztus 22-én a grúz-orosz fegyverszünet életbelépését követően az orosz csapatok visszavonultak Oroszországba és Dél-Oszétiába, bár különböző helyeken katonai ellenőrző pontokat hagytak hátra. Ezeket október 8-án számolták fel.

#### Függetlenség
Dél-Oszétia függetlenségét leghamarabb Oroszország, Abházia, a Dnyeszter Menti Köztársaság és Hegyi-Karabah Köztársaság ismerte el, 2008. szeptember 3. óta Nicaragua is függetlennek tekinti a területet.
Szintén független államnak ismerte el Venezuela, Nauru és Tuvalu is.

## Közigazgatás
Dél-Oszétia négy járásra (rajon) oszlik:
| Dél-Oszétia körzetei | - Chinvali járás (narancssárga színnel jelölve) - Dzaji járás (citromsárga) - Leningori járás (lila) - Znauri járás (kék) |

## Népesség

Kaukázusi nyelvek térképe, amely a helyi nemzetiségeket is mutatja

A 2010-es években a dél-oszétiaiak többsége rendelkezik orosz állampolgársággal.

### Etnikumok
A terület és a főváros, Chinvali lakóinak túlnyomó többsége oszét; jelentősebb kisebbségi etnikumot teszik ki a grúzok.
| oszétok  | 60,351 (69.1%) | 72,266 (68.1%) | 63,698 (65.8%) | 66,073 (66.5%) | 65,077 (66.4%) | 65,232 (66.2%) | 48,146 (89.9%) |
| grúzok   | 23,538 (26.9%) | 27,525 (25.9%) | 26,584 (27.5%) | 28,125 (28.3%) | 28,187 (28.8%) | 28,544 (29.0%) | 3,966 (7.4%)   |
| oroszok  | 157 (0.2%)     | 2,111 (2.0%)   | 2,380 (2.5%)   | 1,574 (1.6%)   | 2,046 (2.1%)   | 2,128 (2.2%)   | 610 (1.1%)     |
| örmények | 1,374 (1.6%)   | 1,537 (1.4%)   | 1,555 (1.6%)   | 1,254 (1.3%)   | 953 (1.0%)     | 984 (1.0%)     | 378 (0.7%)     |
| zsidók   | 1,739 (2.0%)   | 1,979 (1.9%)   | 1,723 (1.8%)   | 1,485 (1.5%)   | 654 (0.7%)     | 396 (0.4%)     |                |
| más      | 216 (0.2%)     | 700 (0.7%)     | 867 (0.9%)     | 910 (0.9%)     | 1,071 (1.1%)   | 1,453 (1.5%)   | 432 (0.8%)     |
| Összesen | 87,375         | 106,118        | 96,807         | 99,421         | 97,988         | 98,527         | 53,532         |
| Forrás:  |                |                |                |                |                |                |                |

### Vallás
Az ortodox kereszténység a fő vallás Dél-Oszétiában; az oszétok, grúzok és oroszok között is.

## Gazdaság
Gazdasága elsősorban a mezőgazdaságon alapul, bár kevesebb, mint 10%-a művelt Dél-Oszétia területének. Gabona, gyümölcs és szőlő a fő termékek. Az erdészet és a szarvasmarha-tenyésztés is jelentős. Vannak ipari létesítmények is, különösen a főváros, Chinvali környékén.
Az állam közvetlen gazdasági jelentősége elhanyagolható, a terület gazdasági egységei az 1990-es évek elején vívott grúz háborúban gyakorlatilag megsemmisültek. A lakosság nagy része önellátó mezőgazdasági farmokat hozott létre.  Az egyetlen gazdaságilag is fontos dél-oszétiai tulajdon a Roki-alagút, amely Grúziát és Oroszországot köti össze. A dél-oszét kormányzat bevételeinek kisebbik része az itteni kamionforgalom megvámolásából adódik, az állami büdzsé 60%-a pedig közvetlenül Moszkvából érkezik.
2008 óta Dél-Oszétia ki van szolgáltatva az orosz gazdaságnak Az állam költségvetésének orosz támogatásokból történő finanszírozása még Abháziát is meghaladja: utóbbinak a fele, míg Dél-Oszétiának a 99%-a származik ebből! Az aránya keveset javult, s 2021-ben is még mindig 83% volt.
2022-ben a kormány egy 2025-ig tartó szociális és gazdaságfejlesztési programot fogadott el, amelyet szintén orosz támogatásból pénzelnek és célja, hogy legalább olyan szintet legyen képes elérni az ország, mint amilyen az Oroszországhoz tartozó Észak-Oszétiában van.

## Kultúra

### Gasztronómia
Észak- és Dél-Oszétiában ugyanazok a gasztronómiai sajátosságok. A legnépszerűbb oszét specialitás a fidzsin nevű hússal töltött pogácsa. Létezik továbbá egy hármas pogácsa elnevezésű étel, amelynek szimbolikus jelentése van: az első pogácsa a napot, a második a vizet, a harmadik a földet jelképezi.
Az oszétok híres sörfőzők is, sőt saját sörfesztiváljuk van, a Eeron Baganij.
Szintén sajátsága a régiónak az ún. oszét sajt.
Orosz hatásra megy vissza a pirog nevű kalács itteni megléte.

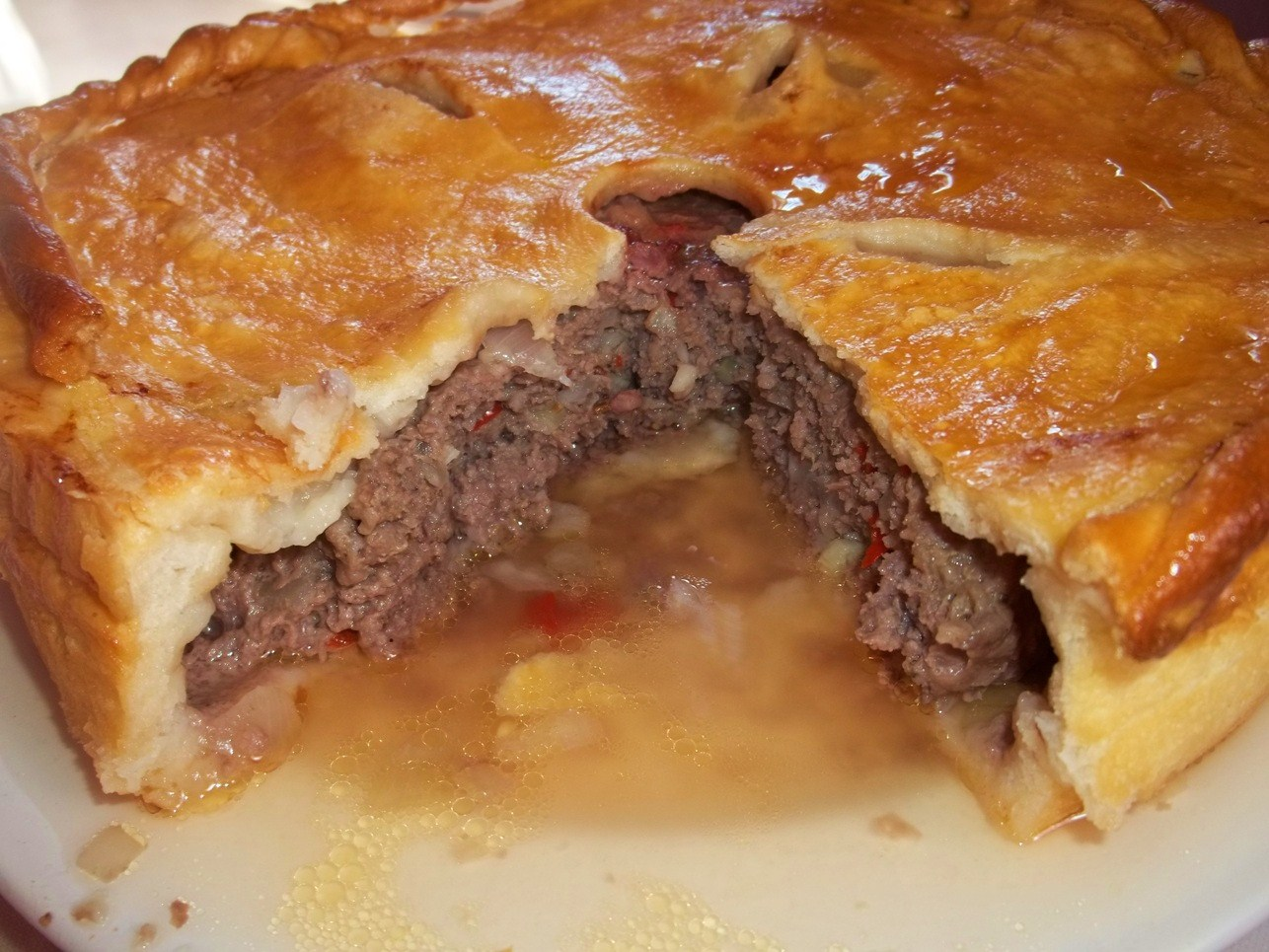
Fidzsin
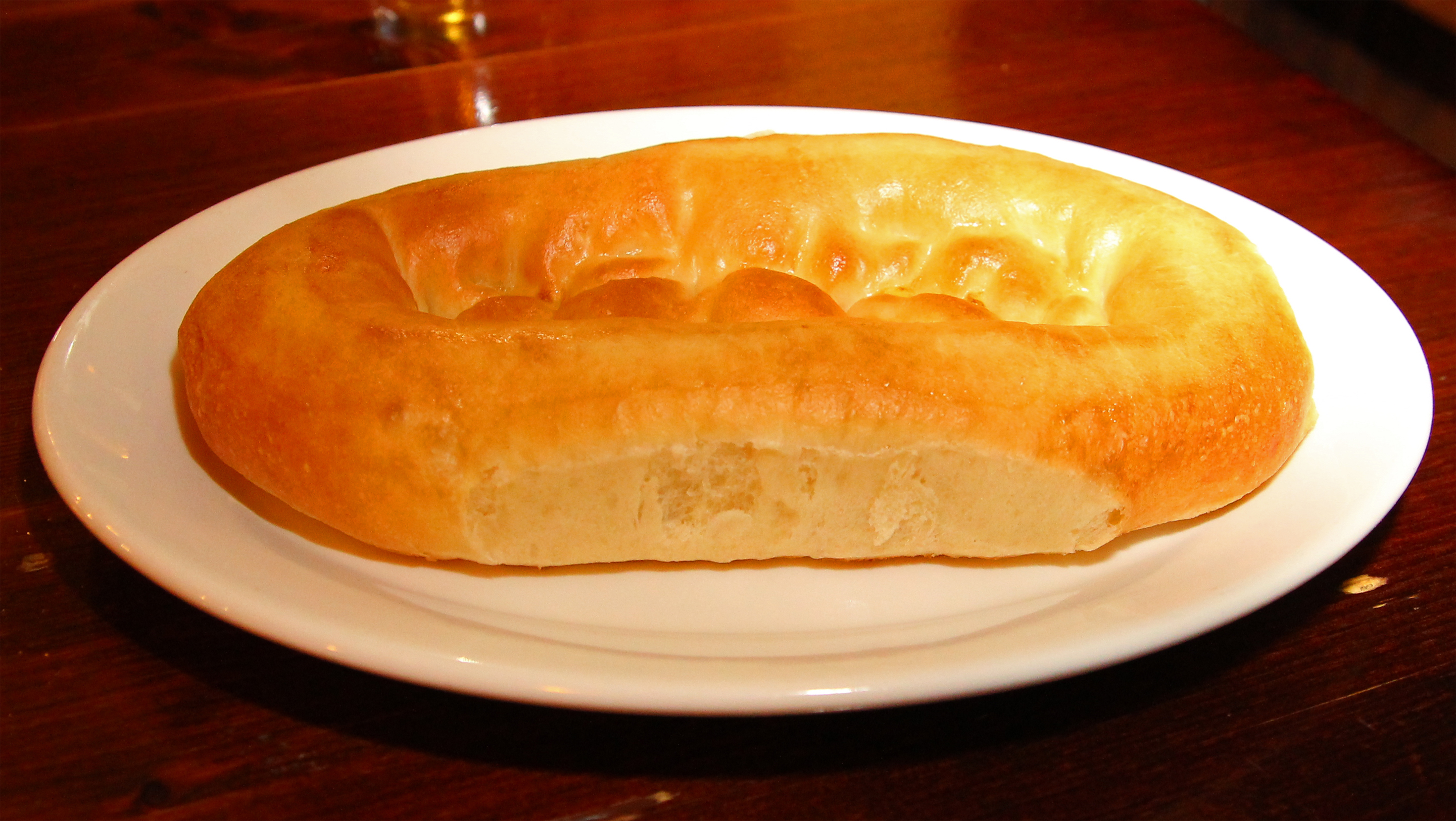
Az oszét kenyér, a csurek
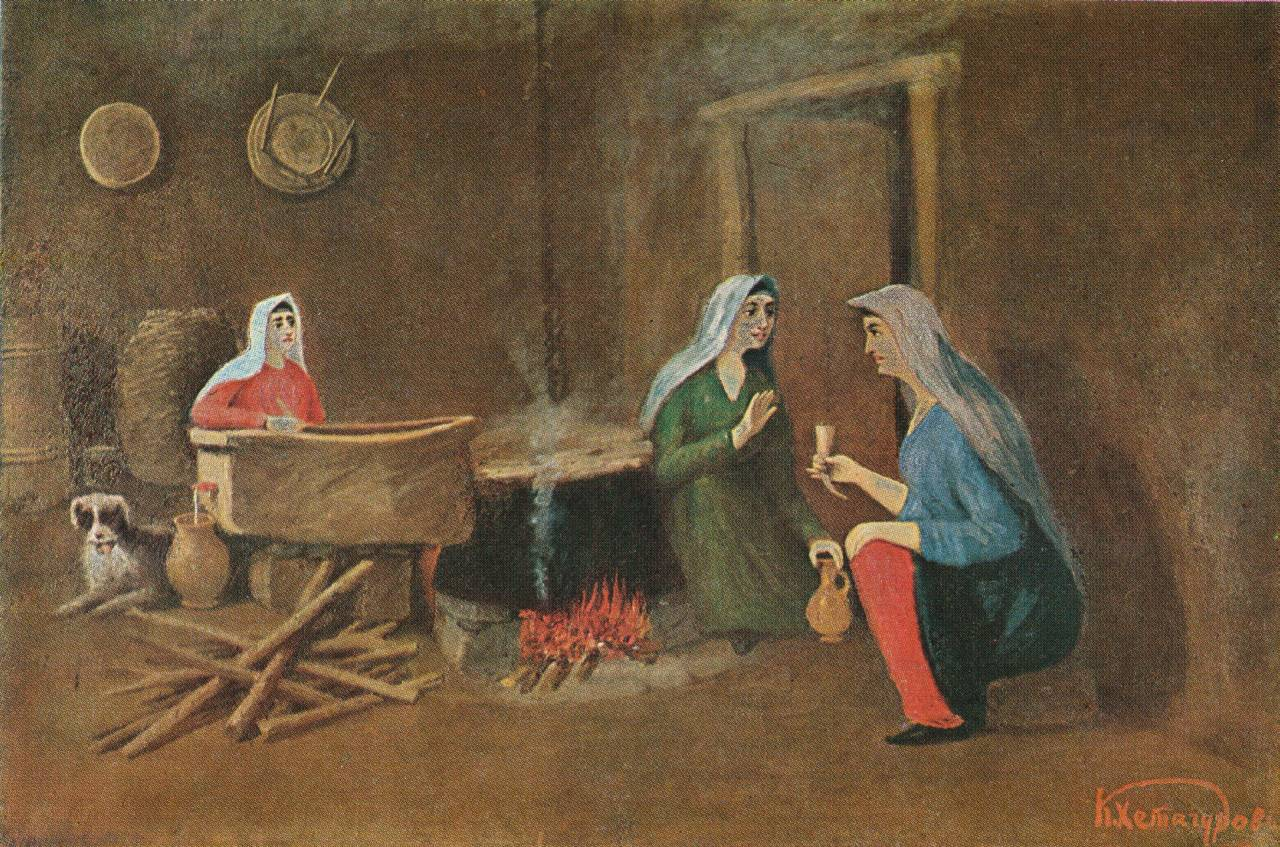
19. századi rajz konyhában sürgölődő oszét asszonyokról

## Galéria

Képek
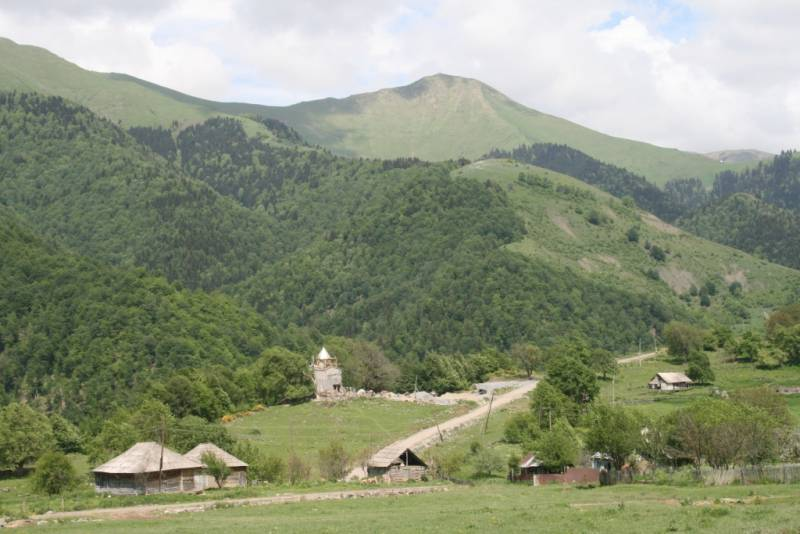
Tájkép Cru közelében
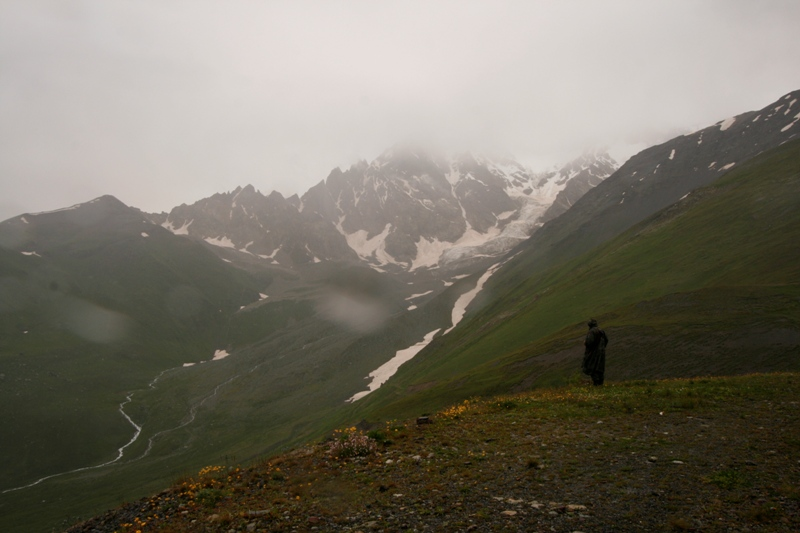
A Mamiszon-hágó az oszét (grúz) - orosz államhatáron
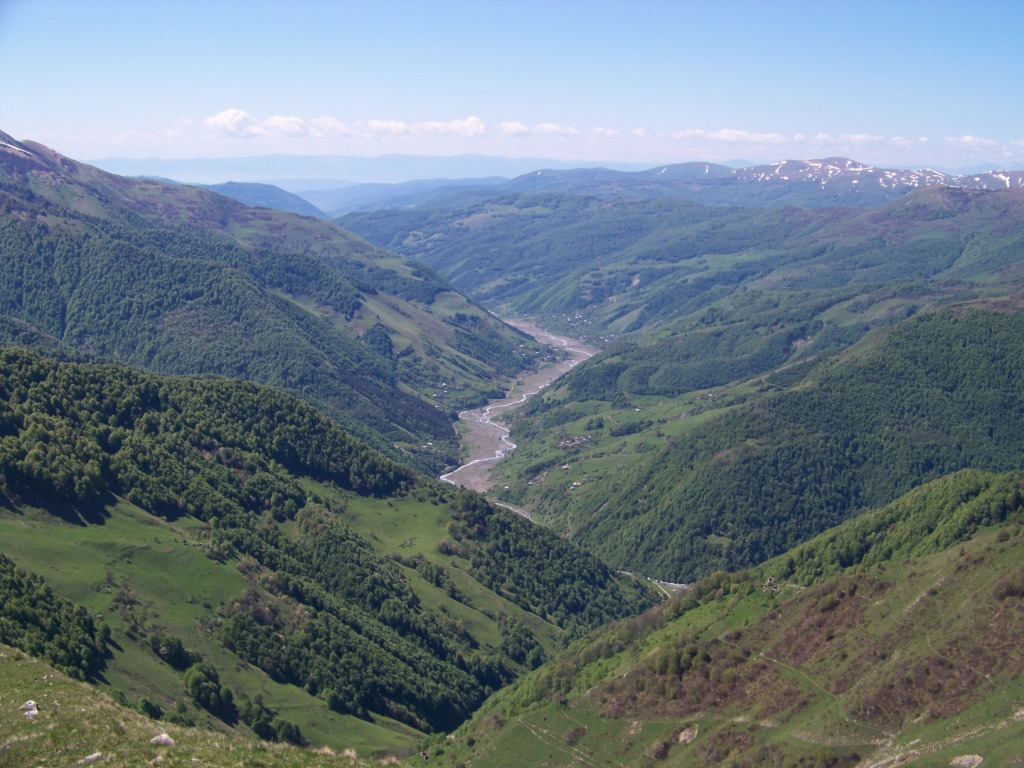
A Kszani folyó völgye
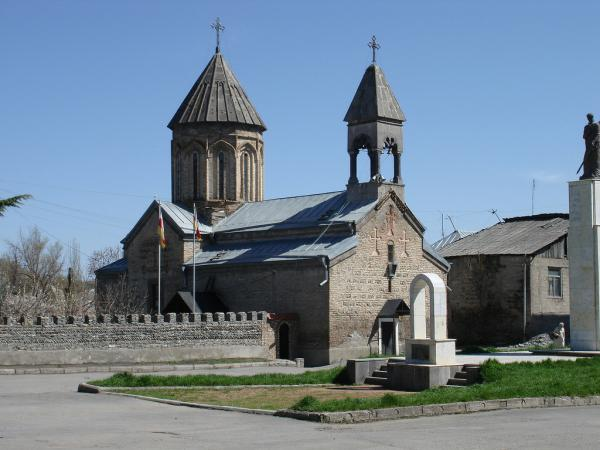
Chinvali örmény egyházának temploma
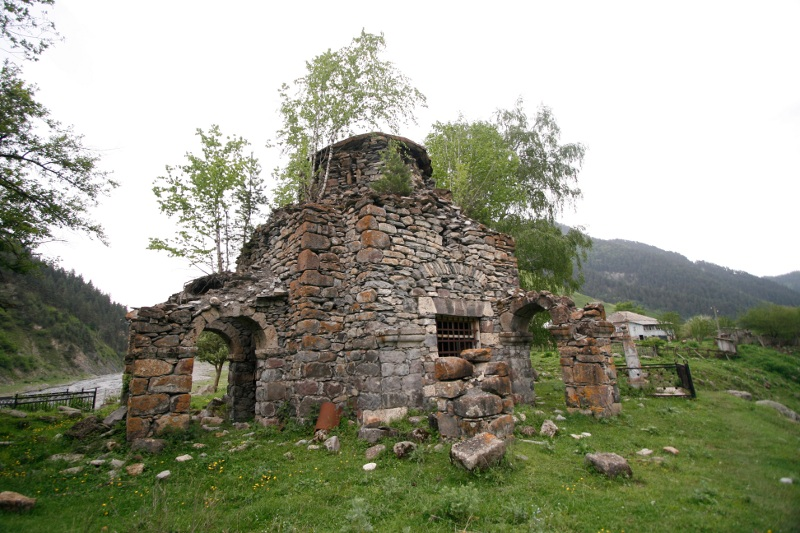
Zgubir egykori templomának romjai
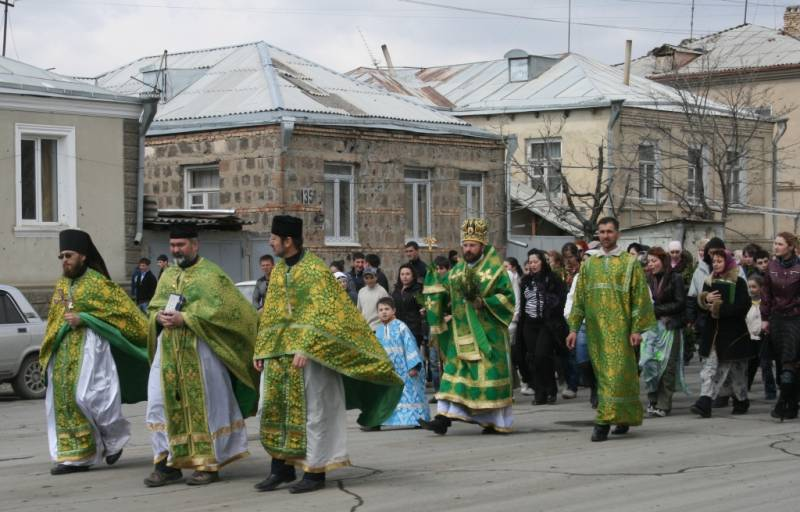
Ortodox papok vonulnak húsvétkor
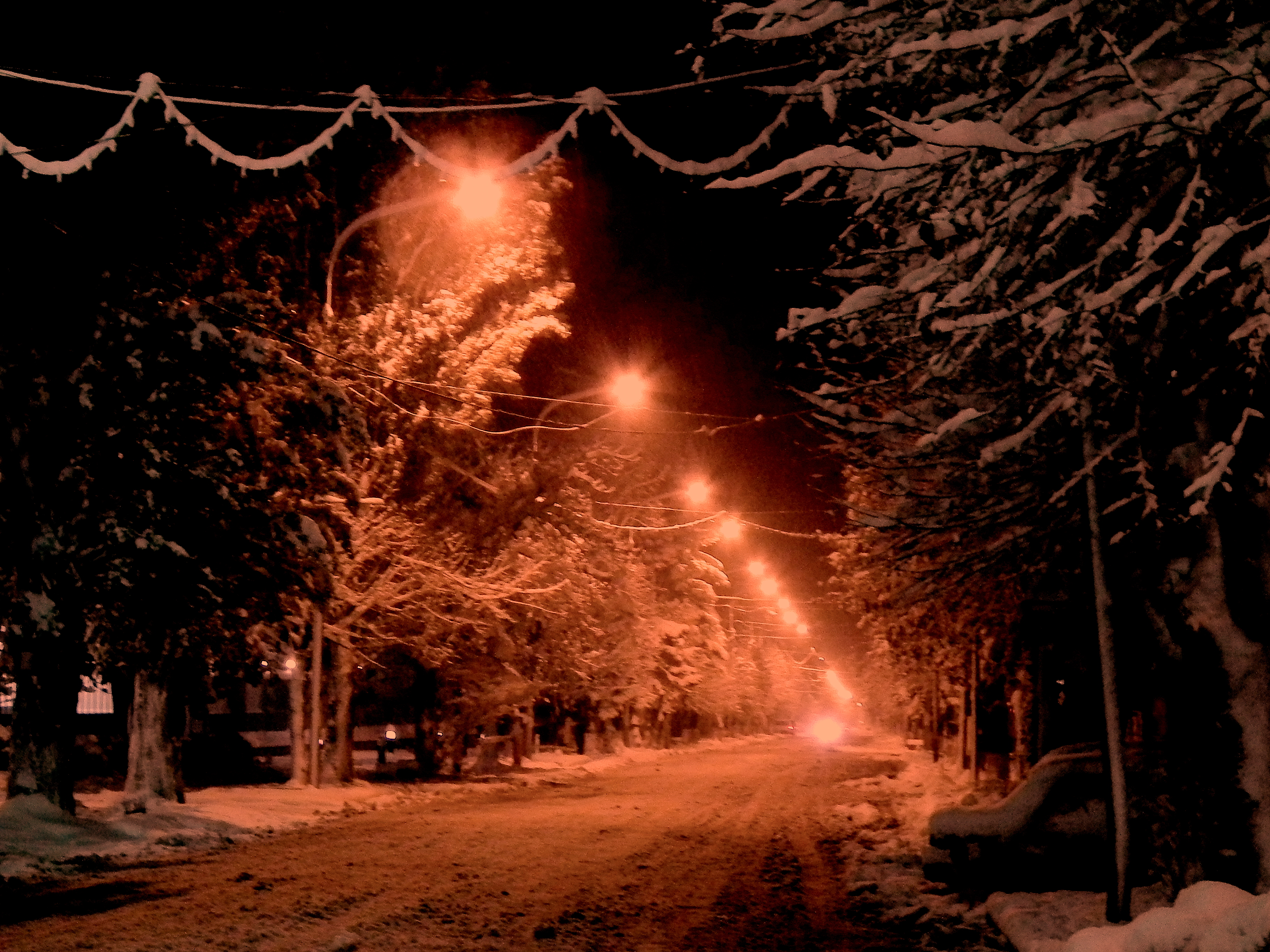
Chinvali egy utcája télen